# 鶴ヶ崎好昭
鶴ヶ﨑 好昭（つるがさき よしあき、1990年1月9日 - ）は、日本の元ラグビー選手。サーブプロモーション所属。

## プロフィール
- 青森県出身。
- ポジションはウィング(WTB)。
- 身長 185cm、体重 93kg
- ニックネームはツル。
- 7人制日本代表に選ばれたことがある[1]。
- U20日本代表に選ばれたことがある。
- トップリーグビューティボディコンテストで優勝した[2]。

## 略歴
16歳からラグビーを始めた。
2008年、三沢商業高校卒業後、東海大学に入る。なお三沢商業高校時代、高校日本代表に選ばれた。
2012年、東海大学卒業後、パナソニック ワイルドナイツに加入。
2017年、初めて日本協会と7人制日本代表チーム専任選手契約を締結した。
2019年、現役引退。

## 出演

### テレビドラマ
- ノーサイド・ゲーム（2019年7月7日 - 9月15日、TBS） - 岬洋 役[7]
- 半沢直樹（2020年版）（2020年8月 - 9月、TBS） - 白井大臣 SP 役
- ドラゴン桜 第2シリーズ（2021年4月25日 - 、TBS） - 鶴ヶ﨑 役[8]
- 日本沈没-希望のひと-（2021年10月10日 - 、TBS）
- 愛しい嘘〜優しい闇〜 第3話（2022年1月28日、テレビ朝日） - 永瀬 役